# Feldmoching
Feldmoching ist ein Stadtteil im Nordwesten der bayerischen Landeshauptstadt München. Das großteils noch landwirtschaftlich geprägte ehemalige Dorf ist der flächenmäßig größte und nördlichste Stadtbezirksteil im Stadtbezirk 24 Feldmoching-Hasenbergl. Mehr als die Hälfte der Stadtbezirksfläche werden noch landwirtschaftlich genutzt, das ist 1/5 der gesamten landwirtschaftlichen Nutzfläche Münchens.

## Geographie und Lage
Der ursprüngliche Ortskern mit der Kirche St. Peter und Paul und dem ehemaligen Rathaus Feldmoching liegt an der Durchgangsstraße Feldmochinger Straße zwischen den Abzweigungen in die Josef-Frankl-Straße und der Karlsfelder Straße.
Von dort dehnt sich Feldmoching vor allem nach Osten entlang der Josef-Frankl-Straße bis zum heutigen Walter-Sedlmayr-Platz aus, der in den Bahnhof München-Feldmoching übergeht. Von dort biegt die Josef-Frankl-Straße nach Norden in die Dülferstraße ab, die die Bahnstrecke München–Regensburg unterquert und über den Feldmochinger Anger nach Hasenbergl führt.

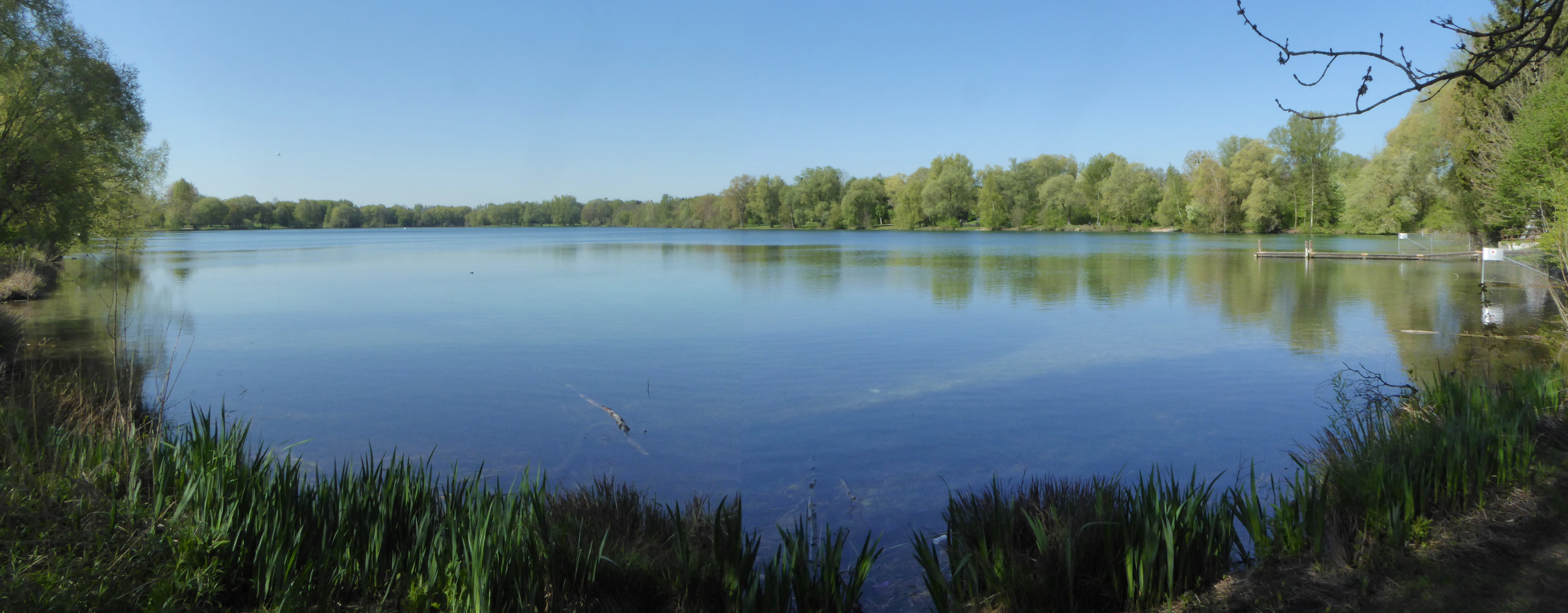
Feldmochinger See

Das Feldmochinger Gemeindegebiet dehnt sich nach Norden weit über die A 99 mit dem Autobahndreieck München-Feldmoching bis zur Regattastrecke Oberschleißheim mit dem daran anschließenden Regattaparksee und dem Schwarzhölzl aus. In Richtung Westen grenzt an die Kirche St. Peter und Paul der Friedhof Feldmoching, dahinter der Feldmochinger Mühlbach und der Feldmochinger See.
Entlang der Lerchenauer Straße dehnt sich Feldmoching südlich bis zum Fasaneriesee aus. Im Süden schließt sich die Siedlung am Lerchenauer See und die Fasanerie-Nord an.

## Geschichte

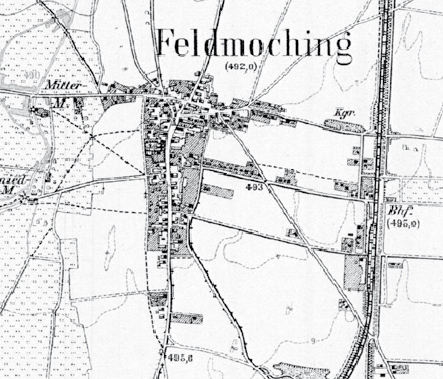
Um 1910 ist Feldmoching noch ein Straßendorf entlang der Feldmochinger Straße. Es zeichnet sich bereits das Wachstum entlang der Herberg-, Josef-Frankl- und Ponkratzstraße in Richtung Bahnstrecke ab.

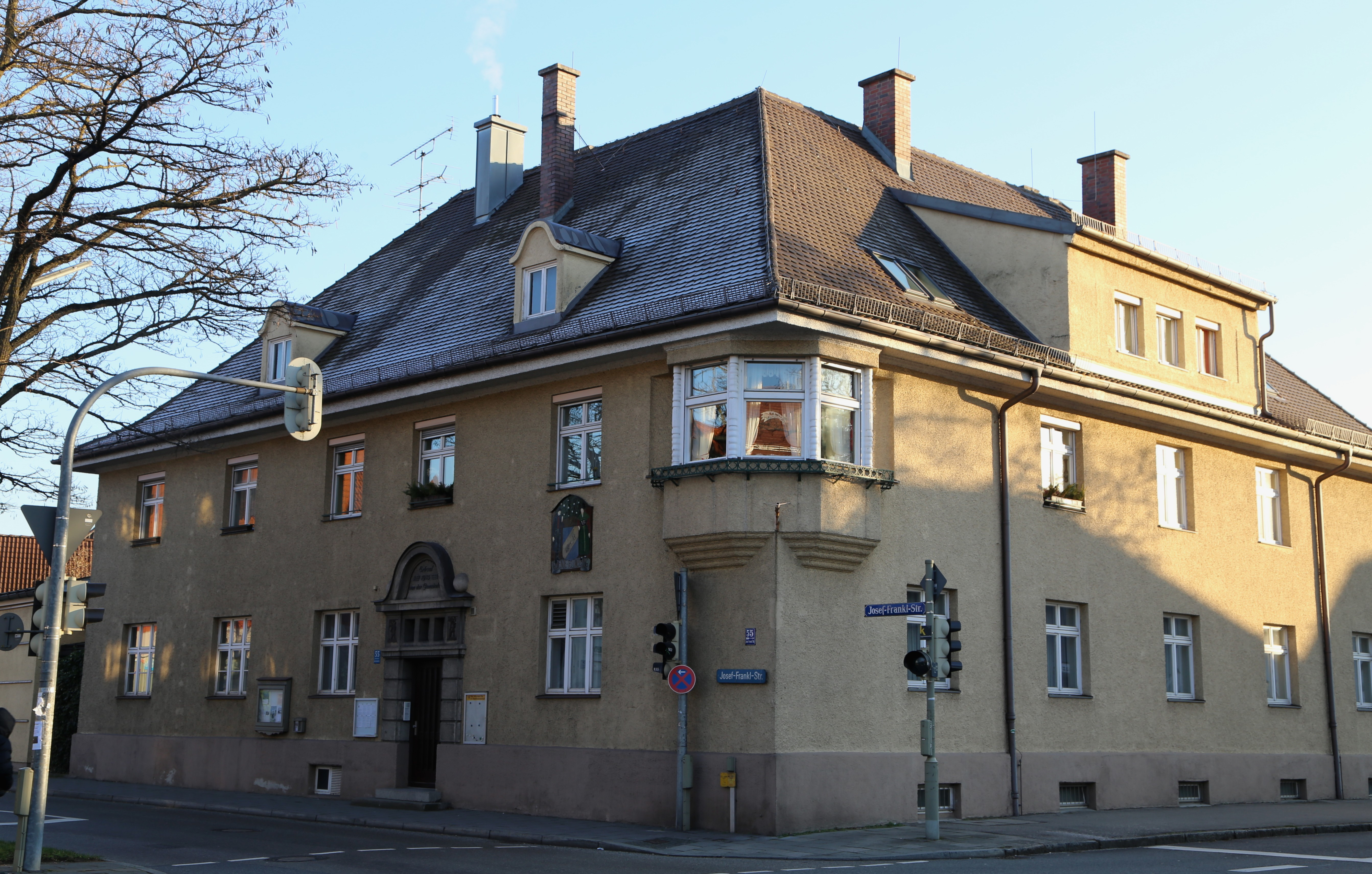
Ehemaliges Rathaus Feldmoching

Um das Jahr 500 wurde Feldmoching von bajuwarischen Siedlern gegründet. Das zwischen 790 und 803 erstmals erwähnte Feldmohinga ist, wie die bei der Anlage des Fasaneriesees freigelegten Reihengräber zeigen, einer der ältesten und größten bajuwarischen Orte. Feld- ist der unterscheidende Zusatz, um Verwechslungen mit Ampermoching (748: Machinga) zu vermeiden. Der Name ist bezeichnend für eine frühe Gründung und bedeutet »bei den Leuten des Macho an der waldfreien Fläche«.
Ab 1181 gehörte Feldmoching zur wittelsbachischen Grafschaft Dachau bzw. zum Landgericht Dachau. Ab 1448 wurden alljährlich während der Jakobidult Pferderennen auf der Strecke vom Neuhauser Tor nach Feldmoching ausgetragen.
1599 begründete Herzog Wilhelm V. „der Fromme“, der das Alte Schloss Schleißheim und die Schwaige Schleißheim erbaute, die Hofmark Schleißheim-Feldmoching. 1818 wurde Feldmoching eine selbstständige politische Gemeinde. Auf den Fluren Feldmochings entstanden allmählich die „Kolonien“ Fasanerie (seit 1897), Lerchenau (seit 1901), Harthof (seit 1908) und ab 1960 die vom Architekten Ernst Maria Lang entworfene Großsiedlung Am Hasenbergl. Auf dem 1927 genehmigten Wappen ist im blauen Feld ein silberner Linksschrägbalken mit einem schwarzen Pflug belegt. Am 1. April 1938 wurde die Gemeinde Feldmoching mit ihrem gesamten Gebiet von den Nationalsozialisten nach München eingemeindet.
Nördlich von Feldmoching befand sich das Fasanengehege und Jagdrevier Unterer Fasangarten.
Im Jahr 2003 gestaltete der Documentakünstler Ludger Gerdes den Walter-Sedlmayr-Platz auf der Westseite des Feldmochinger Bahnhofs.
Feldmoching ist ein Ort der Kulturgeschichtspfade in München.

## Kultur und Bildung

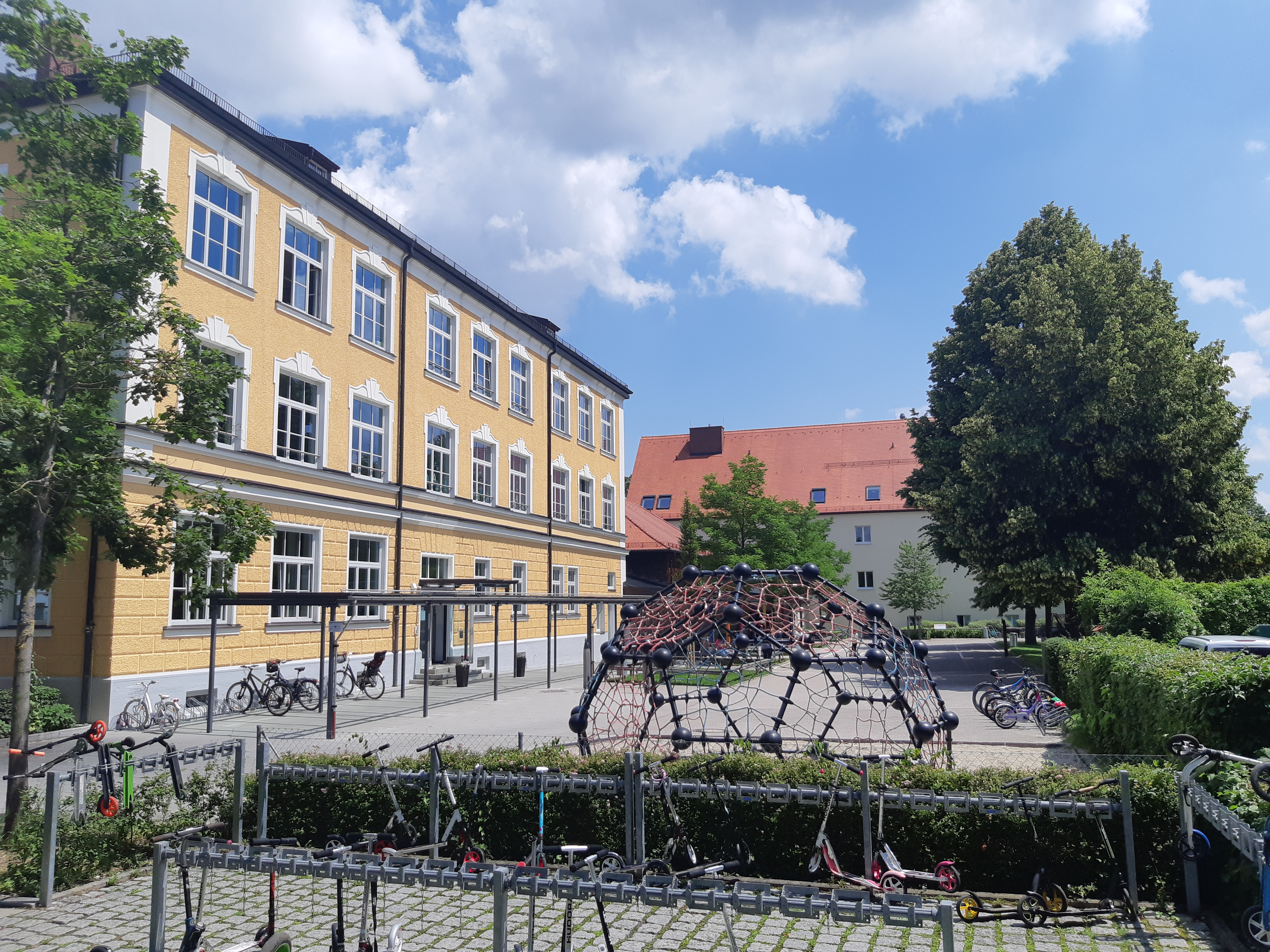
Grundschule

Neben der katholischen Kirche St. Peter und Paul (durch ihre Gründung Ende des 8. Jahrhunderts eine der ältesten Kirchen der Stadt) gibt es an der Josef-Frankl-Straße die evangelisch-lutherische Bethanienkirche.
Feldmoching hat eine dreizügige Grundschule bis zur 4. Jahrgangsstufe, die Grundschule Lerchenauer Straße 322 und zahlreiche Kindergärten und seit Herbst 2020 das naturwissenschaftlich-technologische und sprachliche Gymnasium München Feldmoching.

## Vereine und Sport

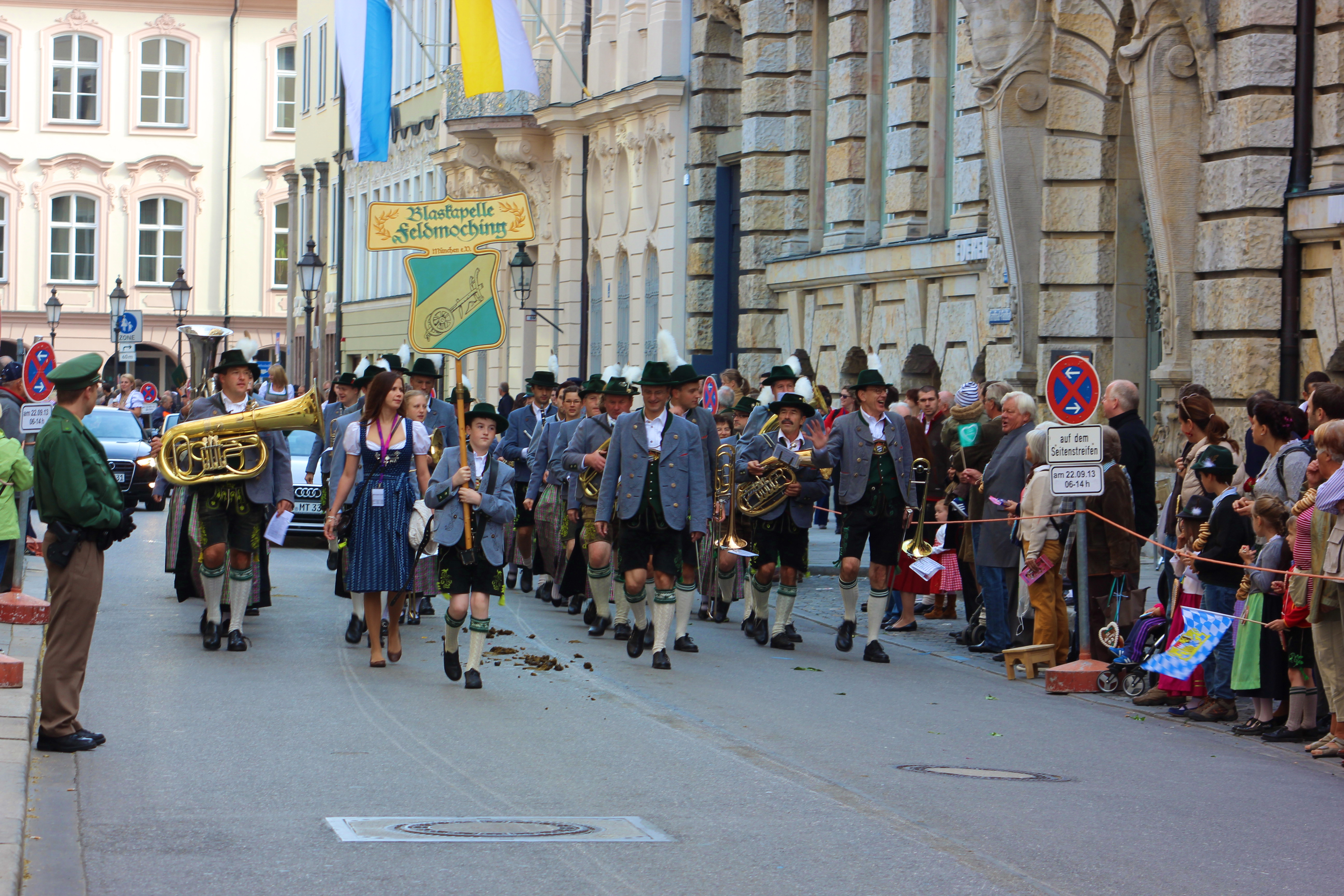
Blaskapelle Feldmoching

Der dörfliche Charakter Feldmochings spiegelt sich in dessen traditionell geprägtem Vereinsleben wider. Neben den beiden Sportvereinen TSV Feldmoching und SpVgg Feldmoching gibt es weitere Vereine im Bereich Sport und auch Kultur. Die 1965 gegründete Blaskapelle Feldmoching und der Kulturhistorischer Verein Feldmoching auf dem Gfild, der eine Sammlung von Fotografien, Dokumenten und geschichtlichen Sachgegenständen im Rathaus Feldmoching, betreibt.

## Infrastruktur
Die Abteilung Feldmoching der Freiwilligen Feuerwehr München hat ihr Feuerwehrhaus im Rathaus Feldmoching.

## Verkehrsanbindung

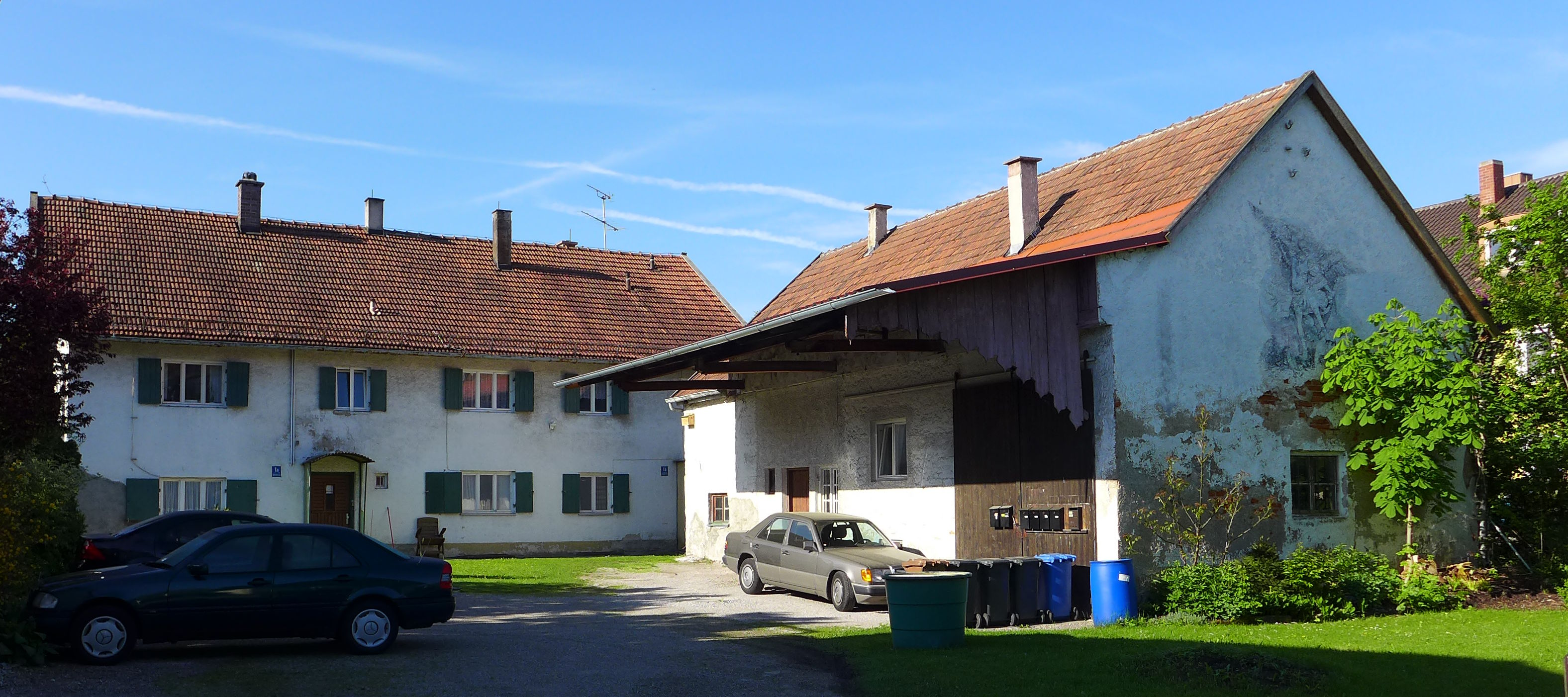
Karlsfelder Straße 1a/b

Der Bahnhof München-Feldmoching liegt an der Bahnstrecke München–Regensburg. Seit 1972 hält in Feldmoching die S-Bahn-Linie S1. Am 26. Oktober 1996 wurde die U2 nochmals um zwei Stationen über das Hasenbergl bis zur S-Bahn in Feldmoching verlängert. Da neben der S-Bahn nach Freising/Flughafen auch Regionalzüge von Landshut planmäßig – allerdings sehr selten – am Bahnhof Feldmoching halten, ist dieser nach der U-Bahn-Verlängerung einer der wichtigsten Umsteigebahnhöfe im Netz des Münchner Verkehrs- und Tarifverbundes (MVV).

## Persönlichkeiten
- Walter Sedlmayr, bayerischer Volksschauspieler

## Fauna
Im noch zu großen Teilen von Ackerland und Wiesen geprägten Feldmoching leben gefährdete Tierarten wie der Kiebitz und die Feldlerche.